# Afurcagobius
Afurcagobius és un gènere de peixos de la família dels gòbids i de l'ordre dels perciformes.

## Taxonomia
- Afurcagobius suppositus (Sauvage, 1880)[3]
- Afurcagobius tamarensis (Johnston, 1883)[4][5][6][7][8][9][10]